# Associazione Nazionale Docenti Universitari
L’Associazione nazionale docenti universitari (ANDU) nasce nel 1968 in seguito a una scissione del Comitato Professori Universitari per il Rinnovamento dell’Università (CPURU) e svolge la sua attività fino al 1971.

## Storia
Il CPURU era stato costituito all’interno dell'Associazione Nazionale Professori Universitari di Ruolo (ANPUR) nel 1965. Ma al congresso di questa del 1968 un gruppo di docenti che ne facevano parte si dimise dall’Associazione, valutando l’attività svolta come troppo conservatrice e inadatta a promuovere una completa riforma universitaria. Crearono quindi la nuova Associazione Nazionale Docenti Universitari che tenne a Roma nell’aprile 1968 il suo congresso fondativo. 
Come presidente della nuova Associazione fu eletto Giorgio Spini, allora professore di storia nella facoltà di Magistero dell'Università degli Studi di  Firenze. Nel documento programmatico, l’Associazione dichiarava di essere "a carattere apartitico e aconfessionale con finalità di rappresentanza su scala nazionale di quanti, tra i docenti universitari, sono pronti a impegnarsi e a operare per una riforma delle strutture universitarie su basi nuove in un più aperto, civile e fecondo rapporto con la società. […]" . 
Nel suo intervento al congresso inoltre Spini sottolineò come l’associazione era aperta alla partecipazione di membri delle più varie estrazioni ideologiche e politiche, purché concordassero con la visione di una riforma universitaria non riducibile ad una mera questione tecnica “senza rapporto preciso col dramma del mondo moderno che si svolge attorno a noi”.
Gli obiettivi principali di un vero rinnovamento per l’ANDU vennero quindi individuati nella democratizzazione dell’Università; nell’attuazione del diritto allo studio nelle forme previste dalla Costituzione; nella creazioni di Dipartimenti per lo svolgimento sia dell’attività didattica che di quella scientifica; nella previsione del “tempo pieno” per i docenti di ruolo; nella riforma dei piani di studio e nella sperimentazione di nuovi sistemi didattici”.
Nel successivo congresso dell’Associazione, tenuto nel 1969 a Milano, fu prevista la possibilità di aderire non solo per i professori di ruolo, ma anche per quelli incaricati, per gli assistenti e per i borsisti.
Negli anni della sua attività l’ANDU riuscì a portare avanti la sua attività di riflessione e promozione in merito ai problemi della riforma universitaria e si inserì con propri interventi nel dibattito politico e tecnico sia nazionale che internazionale. Nel 1971, tuttavia, sempre sotto la presidenza di Giorgio Spini, al suo III Congresso, l'Associazione votò per un suo scioglimento all'interno del nuovo Comitato nazionale universitario (CNU).
L'associazione "storica" non va confusa con un'associazione omonima fondata nel 1998 e ancora attiva (al 2022).

## Archivio
Nel gennaio 2016, su proposta dei familiari di Giorgio Spini, l’archivio dell’Associazione, fino ad allora depositato nella sede di Palazzo Fenzi dell’Università di Firenze, è stato trasferito presso la Biblioteca di Scienze Sociali della stessa Università, al fine di agevolarne l’inventariazione, lo studio e la consultazione da parte degli studiosi. Oltre ai documenti prodotti direttamente dall’Associazione nel periodo della sua attività, l’Archivio conserva anche documentazione precedente la sua nascita, relativa agli anni 1965-1967 ed altra risalente al 1972, quindi relativa al CNU, nel quale l’ANDU era confluita. L'inventario e parte dei documenti sono consultabili on line sul portale Chartae